# PGC 66870
LEDA/PGC 66870 (auch NGC 7072A) ist eine Balken-Spiralgalaxie vom Hubble-Typ SBc im Sternbild Kranich am Südsternhimmel. Sie ist schätzungsweise 224 Millionen Lichtjahre von der Milchstraße entfernt und hat einen Durchmesser von etwa 55.000 Lichtjahren.

Im selben Himmelsareal befinden sich die Galaxien NGC 7070 und NGC 7072.